# 費爾德基希縣
費爾德基希縣（德語：Bezirk Feldkirch）是奧地利福拉爾貝格州的一個縣，位於該州的西部，西北鄰瑞士，西南鄰列支敦士登。面積278.26平方公里。2001年人口93,600人。縣治費爾德基希。
下分24個市镇，其中1个城市，3集镇，20个普通市镇。1969年多恩比恩縣自本縣分出。